# 印度外商直接投資
外商直接投資（FDI）是指一個國家的實體在另一個國家的企業中取得控制性所有權的投資形式。因此，它與外國證券投資的區別在於"直接控制"的概念。廣義來說，外商直接投資包括"併購、建立新設施、將在該國營運所賺取的利潤進行再投資，以及公司內部資金貸與"。FDI是國際收支表中顯示的股權資本、長期資本和短期資本的總和。FDI通常涉及參與管理、合資公司、技術轉移和專業知識傳授。FDI存量是指在任何特定期間內的累計淨FDI（即對外直接投資減去外來直接投資）。如果投資者透過股權買賣，在購買後對公司的持股比例低於10%，此種投資就不算作定義中的FDI。
FDI是印度經濟發展的主要資金來源之一。外國公司直接投資於快速成長、前景看好的私營企業，善用印度低廉的工資成本和不斷改善中的商業環境。印度經濟自由化始於其1991年經濟危機之後，FDI自那時起在印度穩步增長，在往後為印度創造出超過一千萬個就業機會。
根據印度商業和工業部之下的印度產業和國內貿易促進部（Department for Promotion of Industry and Internal Trade）的說法，印度於2020年4月17日修改其FDI政策，以保護印度公司免受"因當前COVID-19疫情造成的投機性接管/收購"。新的FDI政策並未限制市場准入，但它確保所有FDI都將受到印度商業和工業部的審查。

## FDI類型
FDI主要分為兩種：水平型和垂直型。然而，近年來也出現另外兩種：綜合型和平台型。
1. 水平型:在此類型下，企業將其國內業務擴展到另一個國家。企業在海外從事與國內相同的活動。
2. 垂直型:在此類型下，企業透過進入供應鏈中不同層次的業務，將其業務擴展到另一個國家。因此，企業在海外從事的是與其主營業務相關但不同的活動。
3. 綜合型:在此類型下，企業在海外從事不相關的商業活動。這種類型較為罕見，因為它涉及進入一個新國家和一個全新市場，將有與前不同的挑戰。
4. 平台型:在此類型下，企業將業務擴展到另一個國家，但該業務的產出隨後會出口到第三個國家。

## 引入路徑
印度有兩種引入FDI的路徑。
1. 自動核准管道:透過此管道，外國直接投資無需印度政府或印度儲備銀行（RBI）的事先批准即可進行。[10]
2. 政府核准管道:透過此管道，需要政府事先批准。申請必須透過"外國投資促進門戶網站 (Foreign Investment Facilitation Portal)"提交，該網站將提供單一窗口審批服務。窗口會將申請轉發給相關部會，這些部會將依照標準作業程序處理。[11]負責監督此管道的"外國投資促進委員會 (Foreign Investment Promotion Board, FIPB)"已於2017年5月24日裁撤。此單位於當年4月17日舉行最後一次會議（第245次會議）。[10][12]此後，根據現行FDI政策和外匯管理法 (FEMA) 處理FDI申請及政府批准的相關工作，將由相關部會與商業和工業部下屬的產業和國內貿易促進部 (DPIIT) 協商後處理，DPIIT也會發佈處理申請和政府根據現行FDI政策做出決定的標準作業程序 (SOP)。[13]

## 全球接受FDI國家排名
聯合國貿易和發展組織發佈的《2020年世界投資報告》指出，印度在2019年是全球第九大FDI接收國，當年流入金額為510億美元，高於2018年的420億美元，當時印度在全球前20大東道經濟體中排名第12。印度在"亞洲開發中"地區是FDI的前五大東道經濟體之一。報告預測，2020年全球FDI流量預計將比2019年的1.54兆美元減少高達40%。
根據《金融時報》報導，印度於2015年超越中國和美國，成為FDI的首選目的地。印度於2015年上半年吸引310億美元的投資，而中國和美國分別為280億美元和270億美元。2019-20財務年度的數據顯示，印度服務業吸引的FDI股權流入最高，達78.5億美元，其次是電腦軟體和硬體，為76.7億美元，電信業為44.4億美元，貿易業為45.7億美元。
| States               | Year           | Year           | Year           | Year           | Year           | Year           |
| States               | 10-12月 2019年 | 1 - 3月 2020年 | 4 - 6月 2020年 | 6 - 9月 2020年 | 10-12月 2020年 | 1 - 3月 2021年 |
| -------------------- | -------------- | -------------- | -------------- | -------------- | -------------- | -------------- |
| 德里（國家首都轄區） | 2.44           | 1.53           | 0.95           | 1.71           | 1.56           | 1.25           |
| 古吉拉特邦           | 0.87           | 1.72           | 0.40           | 15.6           | 5.23           | 0.65           |
| 卡納塔卡邦           | 2.38           | 1.90           | 1.35           | 2.31           | 2.71           | 1.30           |
| 馬哈拉什特拉邦       | 3.13           | 4.13           | 1.17           | 2.45           | 10.02          | 2.53           |
| 泰倫加納邦           | 0.31           | 0.37           | 0.55           | 0.12           | 0.19           | 0.30           |
| 坦米爾那都邦         | 0.53           | 0.48           | 0.44           | 0.49           | 0.74           | 0.65           |
| 西孟加拉邦           | 0.06           | 0.13           | 0.25           | 不適用         | 0.13           | 不適用         |

根據聯合國貿易和發展組織發佈的《2025年世界投資報告》，印度在2024年的FDI流入排名中位居第15名。

## 印度政府倡議
印度政府將FDI政策修訂以促使FDI流入。
- 2014年，將保險業的外國投資上限從26%提高到49%。
- 同年9月，印度政府也推出印度製造倡議，並在此框架下進一步放寬25個行業的FDI政策。[16][17]
- 印度製造倡議啟動後，截至2015年4月，印度的FDI流入量增加48%。[18]
- 2020年5月，將國防製造業在自動核准管道下的FDI比例從49%提高到74%。
- 2020年4月，修訂現有的綜合FDI政策，以限制鄰國對印度公司進行投機性收購。
- 2020年3月，政府允許非居住印度人 (NRI) 收購印度航空高達100%的股權。

印度在2013年的FDI流入量位居世界第15名，2014年躍升至第9名，而印度在2015年成為外國直接投資的首選目的地。印度產業和國內貿易促進部 (DPIIT) 與非營利組織Invest India共同開發"印度投資網格 (India Investment Grid, IIG)"，提供一個涵蓋全印度的專案資料平台，彙集印度發起人專案，以促進和便利外國投資。

### COVID-19疫情的影響
印度政府於2020年4月18日通過一項命令，在於疫情期間保護印度公司免受FDI的影響。所有與印度共享陸地邊界的國家，其任何FDI都將在投資前接受商業和工業部的審查。這些變動已納入於2020年10月28日發佈的《綜合FDI政策》中。

## FDI進入的主要產業領域
於2014年至2016年期間進入印度的FDI大部分來自模里西斯、新加坡、荷蘭、日本和美國。印度政府於2014年9月啟動印度製造倡議，並發佈針對25個行業的政策聲明，放寬其行業規範。以下是一些FDI的主要投入的產業領域。

### 基礎設施
印度GDP的10%產自建築活動。印度政府在2012年至2017年間對基礎設施投資1兆美元。此1兆美元中的40%由私人部門資助。在城市和鄉鎮的建築業中，FDI可透過自動核准管道，獲准高達100%的投資比例。

### 電子系統設計與製造
印度的電子系統設計與製造 (ESDM) 產業正在快速成長，印度有望在未來成為全球電子製造中心，目標是到2025年的出口額達到1,800億美元。

### 資訊科技
資訊科技產業的FDI是印度最大宗的投資來源之一。許多全球性公司都在印度設立研發辦事處。邦加羅爾、浦那、孟買和海德拉巴已被視為全球資訊科技中心。

### 汽車產業
印度汽車製造產業在2014年4月到2015年2月期間取得的FDI成長達89%。印度是全球第七大汽車生產國，年產量達2,550萬輛。最高達100%的FDI可透過自動核准管道進入。汽車產業的產值佔印度GDP的7%。

### 製藥產業
印度製藥市場就銷量而言排名全球第三，在價值上排名第十三。預計印度製藥產業在2015年到2020年間將以20%的複合年增長率成長。這個產業可接受的最高FDI為74%。

### 服務業
印度服務業在2014-15財政年度接受的FDI成長率為46%，並在2017年的金額達到18.8億美元。其中包括銀行、保險、商業流程外包、研究與發展、快遞和技術測試。保險業的FDI上限在2014年從26%提高到49%。到2021年，FDI的上限進一步提高至74%。

### 鐵路
印度對鐵路的大部分領域，除營運本身之外，都允許100%的FDI，透過自動核准管道進入，包含如高鐵、鐵路電氣化、客運總站、大眾快速運輸系統等。孟買-艾哈邁達巴德高速鐵路計畫是印度最大的單一鐵路專案，其他還有港口鐵路網和印度鐵路電氣化專案。截至目前，這些專案預計將吸引超過9,000億盧比（約110億美元）的FDI。

### 化學品
印度化學產業於2013年的營收達到1,550億至1,600億美元。化學產業允許100%的FDI，透過自動核准管道進入。 除氰化氫、光氣、異氰酸酯及其衍生物之外，印度所有其他化學品的生產均已解除許可管制。預計印度在全球特種化學品產業的市佔率將從2013年的2.8% 上升到2023年的6-7%。

### 紡織業
紡織業是印度主要的出口產業之一，幾乎佔印度總出口的11%。此產業在2000年4月至2015年5月期間吸引約16.47億美元的投資，允許100%的FDI，透過自動核准管道進入。紡織業的 FDI在2013年至2014年間增長91%。預計印度紡織業在2021年前的產值將達到1,410億美元。

### 航空運輸業
對於印度定期或區域航空運輸服務，或國內定期客運航空公司，最高允許的FDI為100%。

### 航空航太業
印度的航空航太製造業也正快速成長，並吸引巨額投資。該產業的產值預計在2030年將達到700億美元。

## 註記
1. ↑  All values in Billion USD

## 外部連結
- Foreign Investment Facilitation Portal
- Department of Industrial Policy & Promotion

Template:Economy of India